# Oxypetalum glabrescens
Oxypetalum glabrescens là một loài thực vật có hoa trong họ La bố ma. Loài này được Malme mô tả khoa học đầu tiên năm 1908.